# Roschbach (Büttenbach)
Der Roschbach ist der etwas über 4 km lange, anfangs südwärts, dann westwärts fließende linke Oberlauf des Büttenbachs im baden-württembergischen Zollernalbkreis und ein grobmaterialreicher, karbonatischer Mittelgebirgsbach.

## Geographie

### Verlauf
Der Roschbach entspringt am Talbrunnen im Gewann Hörnle nordöstlich von Balingen-Streichen auf einer Höhe von ca. 819 m ü. NHN. Von hier fließt der Bach zunächst in Richtung Süden und ist dabei abschnittsweise die Grenze zwischen der Stadt Balingen (Ortsteil Zillhausen) rechts und der Stadt Albstadt (Ortsteil Pfeffingen) links des Laufes. Im Gewann Hinter dem Galgen wendet sich der Bach, an seinem einzigen etwas größeren Zufluss von Südwesten her, nach Westen und fließt nach Zillhausen, wo er sich von links auf einer Höhe von 638,2 m ü. NHN mit dem kürzeren, aber ein wenig einzugsgebietsreicheren rechten Aubenbach zum Büttenbach vereint.
Der 4,2 km lange Lauf des Roschbachs endet 181 Höhenmeter unterhalb seiner Quelle, er hat somit ein mittleres Sohlgefälle von etwa 43 ‰.

### Einzugsgebiet
Das Einzugsgebiet ist rund 3,8 km² groß und liegt an der Grenze der beiden Naturräume Hohen Schwabenalb und Südwestliches Albvorland. Der Bach läuft selbst vollständig im Albvorland, doch ist seine Talmulde im Bogen von Nordwest über Ost zu Südost von zur Hohen Schwabenalb der Schwäbischen Alb gerechneten Berghöhen umstanden.
Seine höchsten Punkte liegt am Nordwesteck wenig westlich des Talbrunnens auf dem 931,4 m ü. NHN hohen Westsporn Hundsrücken der Hohen Schwabenalb und am Nordosteck östlich dieser Quelle auf dem 924,9 m ü. NHN hohen Irrenberg.

### Zuflüsse
Dem Roschbach fließen mehrere namenlose Quellbäche zu. Der größte Zufluss wird ebenfalls als Roschbach bezeichnet.
- Roschbach, von links und Südosten auf etwa 689 m ü. NHN am Laufknie, 0,8 km und ca. 0,5 km². Entspringt auf etwa 765 m ü. NHN beim Einzelhaus Roschbach im Stadtteil Pfeffingen von Albstadt

## Naturschutz und Schutzgebiete
Der Roschbach entspringt im Naturschutzgebiet Irrenberg-Hundsrücken und bildet die westliche Grenze des Naturschutzgebiets Roschbach.  Er durchfließt damit auch das FFH-Gebiet Gebiete um Albstadt und das Vogelschutzgebiet Südwestalb und Oberes Donautal.

### LUBW
Amtliche Online-Gewässerkarte mit passendem Ausschnitt und den hier benutzten Layern: Lauf und Einzugsgebiet des Roschbachs

Allgemeiner Einstieg ohne Voreinstellungen und Layer: Daten- und Kartendienst der Landesanstalt für Umwelt Baden-Württemberg (LUBW) (Hinweise)
1. ↑  Höhe nach dem Höhenlinienbild auf dem Hintergrundlayer Topographische Karte.
2. 1 2  Höhe nach grauer Beschriftung auf dem Hintergrundlayer Topographische Karte.
3. ↑  Länge nach dem Layer Gewässernetz (AWGN).
4. ↑  Einzugsgebiet nach dem Layer Basiseinzugsgebiet (AWGN).
5. ↑  Schutzgebiete nach den einschlägigen Layern, Natur teilweise nach dem Layer Biotop.

### Andere Belege
1. ↑  Daten- und Kartendienst der Landesanstalt für Umwelt Baden-Württemberg (LUBW) (Hinweise)
2. ↑  Friedrich Huttenlocher: Geographische Landesaufnahme: Die naturräumlichen Einheiten auf Blatt 178 Sigmaringen. Bundesanstalt für Landeskunde, Bad Godesberg 1959. → Online-Karte (PDF; 4,3 MB)